# Astron (satellite)
Pour les articles homonymes, voir Astron.
Astron est un télescope spatial soviétique fonctionnant dans l'ultraviolet placé en orbite le 23 mars 1983 par un lanceur Proton. Le satellite durant toute sa durée de vie (6 ans) est resté le plus gros télescope ultraviolet en orbite.

## Historique
Le télescope Astron est construit par la société Lavotchkine. Les contributeurs scientifiques sont issus de  l'Observatoire d'astrophysique de Crimée avec la participation du Laboratoire d'Astronomie Spatiale (L.A.S.), devenu Laboratoire d'Astrophysique de Marseille (L.A.M.), et de l'Observatoire de Marseille en France. Le télescope est placé en orbite le 23 mars 1983 par un lanceur Proton et commence ses observations le 3 avril. La durée de sa mission primaire est d'un an mais il fonctionne durant 6 ans jusqu'en juin 1989.

## Caractéristiques techniques
Le satellite d'une masse de 3,25 tonnes est long et emporte comme instrument principal un télescope ultraviolet doté d'un tube de 5 mètres de long avec un télescope de 80 cm de diamètre, équipé d'un spectromètre à réseau. Le photomètre recueillant l'image couvre le spectre ultraviolet allant de 1 100  à   3 500 A. Le satellite embarque en instrument secondaire un spectromètre pour analyser le rayonnement X mou (2  à   25 keV) doté d'un détecteur d'une superficie de 1 780 cm2 et d'un champ optique de 3°. Le satellite utilise la plateforme des sondes spatiales Venera.

## Fonctionnement
Le satellite circule sur une orbite fortement elliptique de 4 jours (200 000 km × 2 000 km pour une inclinaison de 51,5°), et a permis d'effectuer des observations de spectres d'étoiles et de galaxies dans l'ultraviolet sans être perturbé par l'influence des ceintures de radiations de la Terre et le rayonnement Lyman-alpha de la geocorona.

## Résultats scientifiques
Le télescope a fourni le spectre ultraviolet du fond de ciel, d'une centaine d'étoiles différentes et d'une trentaine de galaxies, nébuleuses et régions éloignées de notre galaxie. Le satellite a permis en particulier d'étudier les phénomènes transitoires à l'origine de la formation des étoiles ainsi que le processus d'accrétion des matériaux des géantes rouges par les étoiles à neutrons. Astron a notamment observé la coma de la comète de Halley en 1986, la supernova apparue fin février 1987 dans le Grand Nuage de Magellan, l'étoile symbiotique de la constellation d'Andromède et la source de rayons X Hercules X-1 (en). 

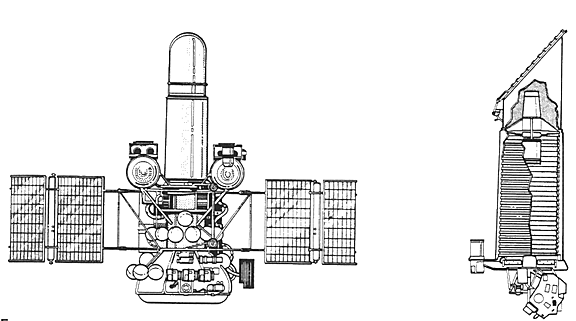
Schéma du télescope spatial.